# Sé que todo ha acabado ya
«Sé que todo ha acabado ya» es una canción compuesta y escrita por el cantautor peruano Pedro Suárez-Vértiz. Es la décima canción de su segundo álbum de estudio, Póntelo en la lengua, publicado en 1996.

## Información
Pedro Suárez-Vértiz, a través de su cuenta de Facebook, contó como compuso la canción:

«“Sé que todo ha acabado ya, es una de mis canciones favoritas por su demoledora honestidad y sencillez. Solo lleva batería, bajo, piano y guitarra. Los 'daradá darara da da' del final, hasta hoy me emocionan. Fueron totalmente espontáneos pero quedaron grabados"»
, reveló el cantautor.

Asimismo, contó también que la letra salió de golpe, y que luego se la improvisó a unos fans que se aparecieron en su ventana y le suplicaron que la ponga en su segundo álbum de estudio.

## Créditos
- Pedro Suárez-Vértiz: Voz, piano, sintetizador, armónica, flauta y guitarra.
- Pepe Criado: Bajo y coro
- Arturo Pomar Jr.: Batería y coro.
- Carlos Beraún: Coros.
- Abel Salcedo: Primera guitarra.